# Heribert Rausch
Heribert Rausch (* 8. März 1942, von Zürich) ist ein Schweizer Rechtswissenschafter und Pionier des Umweltrechts.

## Leben
Rausch schloss sein Studium der Rechtswissenschaft an der Universität Zürich 1969 mit der Promotion gestützt auf eine Dissertation zum Thema «Das Persönlichkeitsrecht und der Schutz des Einzelnen vor verletzenden Pressebildern» bei Arthur Meier-Hayoz, bei dem er auch Assistent war, ab. Nach einem Praktikum am Obergericht und am Handelsgericht erwarb er im gleichen Jahr das Anwaltspatent. Ein Jahr später absolvierte er an der Harvard Law School einen LL.M.-Studiengang. Nach längerer Anwaltstätigkeit wurde er – zwischenzeitlich Titularprofessor – 1992 zum halbamtlichen Ordinarius an die Universität Zürich berufen, wo er bis zu seiner Emeritierung im Sommer 2007 lehrte.
Seit seiner Masterarbeit an der Harvard Law School zum Thema «Environmental Pollution as a Problem of International Law» hat Rausch eine Vielzahl von Beiträgen zum Umweltrecht veröffentlicht. Mit seiner 1977 erschienenen Habilitationsschrift «Die Umweltschutzgesetzgebung. Aufgabe, geltendes Recht und Konzepte» setzte er die wissenschaftliche Basis für dieses Fach. Weitere beachtete Werke sind seine Monografie zum Atomenergierecht, der Kommentar zum Umweltschutzgesetz, deren Mitbegründer und erster Autor er war, sowie das zusammen mit Arnold Marti und Alain Griffel verfasste Lehrbuch zum Umweltrecht. Zudem war er Mitgründer und langjähriger Redaktor der Zeitschrift «Umweltrecht in der Praxis». Zusammen mit Alfred Kölz begründete er die Schriftenreihe zum Umweltrecht, welche er heute zusammen mit Alain Griffel herausgibt.
Neben den Umweltrecht gilt das Forschungsinteresse Rauschs auch den eidgenössischen Volksinitiativen.
Als Lehrer legte Rausch grossen Wert auf den sprachlichen Ausdruck. So führte er an der Universität die neue Veranstaltung «Verfassen juristischer Texte: Regeln des wissenschaftlichen Arbeitens, Sprache und Stil» ein und gab seinen Schülern Tucholskys «Ratschläge für einen schlechten Redner» und das von ihm verfasste Papier «Ratschläge eines leidgeprüften Doktorvaters an doctores in spe» zu lesen.
Als Experte, Gutachter und Berater war Rausch für zahlreiche Behörden und Initiativkomitees tätig, unter anderem als Mitglied der Eidgenössischen Expertenkommission für das Umweltschutzgesetz und als Verfasser des Vernehmlassungsentwurfs zur Verordnung über die Umweltverträglichkeitsprüfung. 1972 berichtete er unter dem Kürzel R-ch von der Weltumweltkonferenz in Stockholm für die Neue Zürcher Zeitung. Für seine Verdienste um die Entwicklung des Umweltrechts wurde ihm schon 1983 von der Université Libre de Bruxelles der Elizabeth-Haub-Preis verliehen. Er war Gründungsmitglied des Conseil Européen du Droit de l’Environnement und Mitgründer der Vereinigung für Umweltrecht. Von 1989 bis 1991 war Rausch ausserordentlicher Ersatzrichter am Bundesgericht. Zudem ist er Mitglied des International Council of Environmental Law.
Die spätere Ordinaria Helen Keller promovierte 1993 bei Rausch.